# Dam i nöd
| Dam i nöd |
| --- |
| Stumfilmen Barney Oldfield's Race for a Life (1913), med en numera närmast stereotyp situation. Mabel Normand spelar den fastbundna kvinnan. - Betydelse – trop med en kvinna som behöver räddas - Typiska drag – kvinnan räddas av män; hennes utsatta situation driver berättelsen - Bakgrund – antika berättelser |

Dam i nöd, jungfru i fara, flicka i trångmål eller andra varianter är ett återkommande berättargrepp (en trop) där en eller flera män tvingas att rädda en kvinna, som antingen kidnappats eller råkat i andra bekymmer. Släktskap, kärlek eller lusta ger den manlige protagonisten den motivation eller det tvång som behövs för att berättelsen ska komma igång. Den kvinnliga rollfiguren i sig kan vara kompetent, men hamnar ändå i denna sorts situation.
I denna trop är kvinnan nästan inte aktiv i berättelsen, utan ett offer som ofta bara väntar på att bli räddat. Detta gör hennes roll till en mänsklig MacGuffin (något sekundärt som behövs för att driva berättelsen framåt). Denna hjälplöshet inom fiktionen, menar vissa kritiker – bland andra feministen och bloggaren Anita Sarkeesian – hänger ihop med åsikter utanför fiktionen om att kvinnor som grupp behöver tas om hand av män.
Genom historien har tropen dam i nöd utvecklats, något som bland annat beskrivits så här: "Det som förändras genom årtiondena är inte damen (kvinnan är alltid det svaga offret som behöver en manlig räddare), utan den som attackerar. Ansiktena på dem som attackerar inom populärmedia är otaliga: monster, galna vetenskapsmän, nazister, hippies, motorcykelgäng, utomjordingar... den grupp som bäst motsvarar den allmänna rädslan inom en kultur får rollen."
Tropen Dam i nöd omfattar inte nödvändigtvis att den manlige huvudpersonen "får" kvinnan som belöning. Den kan dock kombineras med andra troper där den kvinnliga rollfiguren blir den manlige rollfigurens belöning i slutet av berättelsen.
Den utsatta eller underlägsna kvinnan är också ett vanligt inslag inom pornografi. Här signalerar utsattheten en förstärkt möjlighet till sexuellt umgänge, vilket kan trigga konsumentens sexuella fantasier. Likaså är den en av de roller som kan iklädas i en BDSM-lek.

## Etymologi
Begreppet "dam i nöd" (eller varianter) är en svensk motsvarighet till engelskans "damsel in distress" och franskans "demoiselle en détresse", med samma betydelse. Engelskans "damsel" kommer från franskans "demoiselle", vilket betyder ung (adels)dam. Det franska ordet "détresse" betyder oro eller förtvivlan efter att ha blivit övergiven eller att känna sig hjälplös, eller fara.
Olika varianter har använts på svenska, och ingen verkar ha blivit en etablerad form. Termen "damsel" förekommer mycket sällan i engelskan utanför liknande konstruktioner.

## Historia

### Från antiken till medeltiden
Berättelsen har bakgrund i antika berättelser, såsom myten om Andromeda, som Perseus tvingades rädda genom att döda Medusa och därefter havsmonstret Cetus. Efter att ha räddat henne gifte de sig. Även berättelsen om sköna Helena presenterar hur hon hamnar i fara flera gånger: som barn blir hon kidnappad av hjälten Theseus och som vuxen blir hon förhäxad så att hon ska förälska sig i Paris, trots att hon redan är gift med kung Menelaos, vilket leder till att Menelaos och hans anförvanter anfaller Paris hem, något som blir upptakten till kriget mellan Troja och Sparta.
Berättelsen finns även i indiska verk, till exempel Ramayana (omkring 200-talet f.Kr.), där Sita blir kidnappad och räddas av Rama.

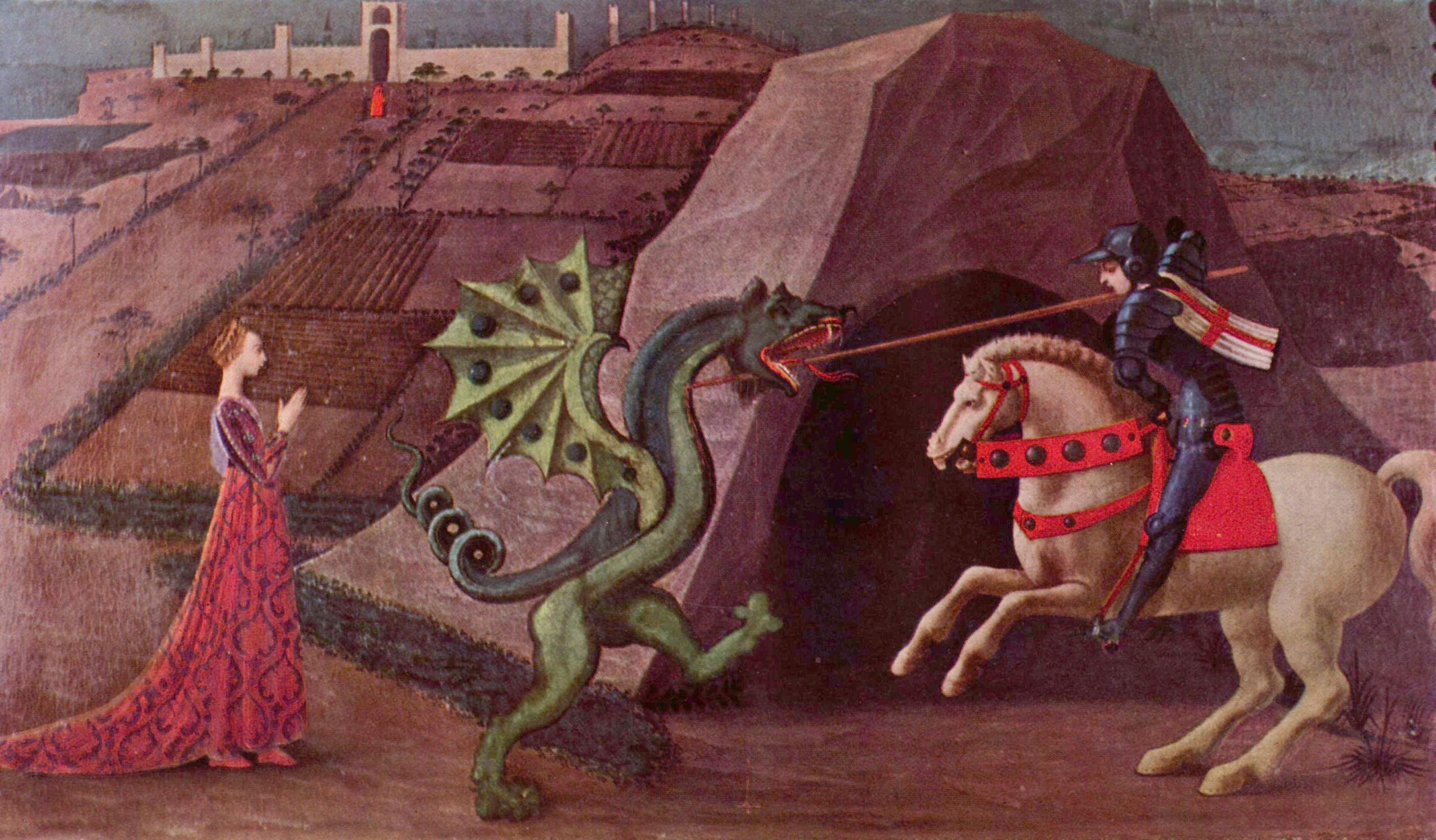
Paolo Uccellos målning av Sankt Göran och draken, ca 1470, en skildring av hur riddaren räddar damen i nöd.

Flera historier i Tusen och en natt (skriven och ihopsamlad under perioden 800-talet till 1200-talet med tillägg fram till 1700-talet) inkluderar damer i nöd. En särskilt inflytelserik sådan historia är "Trolldomssagan om ebenholtshästen", där den persiske prinsen som med hjälp av sin flygande mekaniska häst räddar sin älskade från en hemsk svartkonstnär. Den berättelsen verkar senare ha influerat senare berättelse såsom Adenes Le Rois Cleomades (1200-talet) och "The Squire's Tale" i Geoffrey Chaucers Canterburysägner (påbörjad 1389). En annan sägen från Canterburysägner som kretsar kring samma tema är "The Clerk's Tale", vars berättelse handlar om en man som testar sin hustru Griseldas lojalitet genom allt svårare prövningar.
I de medeltida romanserna var det ett återkommande tema att jungfrun som var infångad i ett torn i ett slott räddades av en kringresande riddare från en sadistisk adelsman eller medlemmar ur religiösa ordnar. I verkligheten var det mer troligt att jungfrun gömde sig från invaderande riddare.
Samma sorts berättelse om män som räddar kvinnor har sedan förts vidare under medeltiden, såsom i Sankt Göran och draken och Rapunzel, men fick ett stort uppsving under 1800-talets gotiska period. Berättelsen om hur Sankt Göran räddar en jungfru är ett sent tillskott till berättelsen om honom, trots att det numera är den händelse han är mest känd för.
En variant av dam i nöd är den historia som på svenska spridits under namnet Törnrosa. I grundhistorien finns en kvinna som förtrollas och somnar, varpå hon räddas av andra. Berättelsen återfinns första gången i medeltidsverket Perceforest (skriven mellan 1330 och 1344, tryckt i Frankrike 1528), då med huvudpersonerna Troylus och Zelladine. Senare versioner är bland andra nedskrivna av Giambattista Basile (Il Pentamerone, 1634-1636), Charles Perrault (Gåsmors sagor, 1697) och bröderna Grimm (Bröderna Grimms sagor, 1812). De olika versionerna har olika personer i räddarrollen, från ett av kvinnans barn, efter att ha blivit våldtagen under sin sömn, eller en prins, som kysser henne, men det finns även versioner där hon vaknar efter 100 år jämnt.

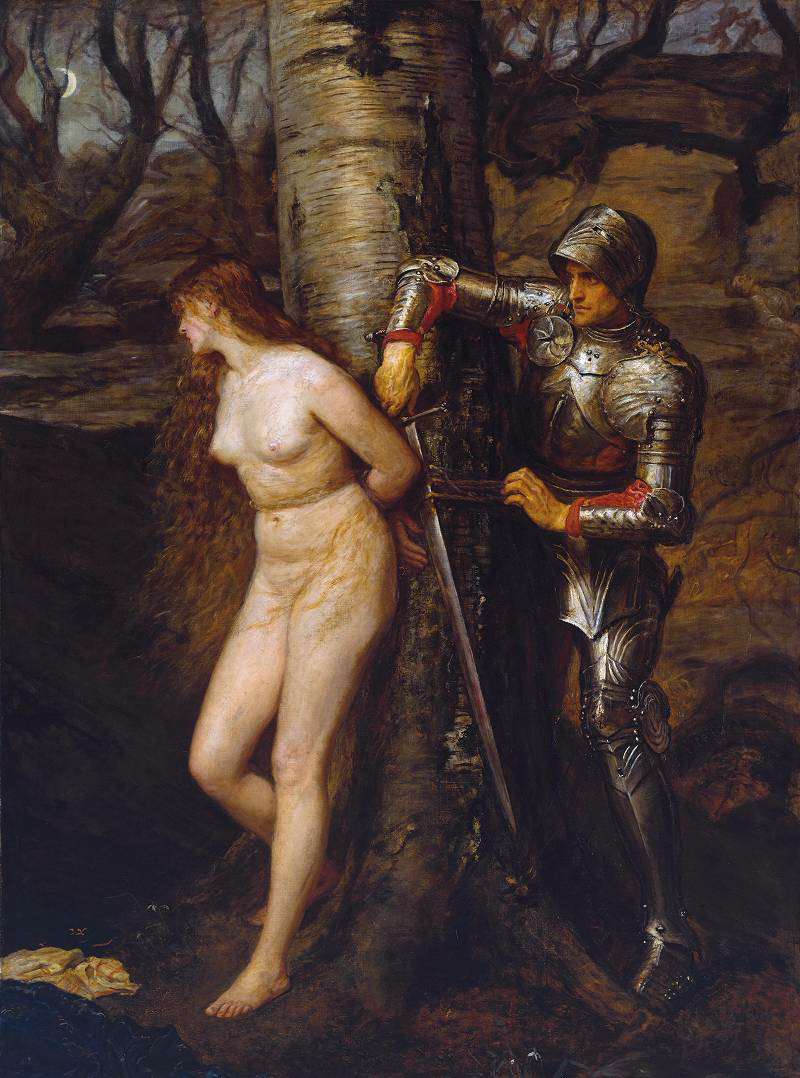
John Everett Millais målning The Knight Errant från 1870 poängterar den erotiska underströmningen i berättargreppet.

### Från renässans till 1800-tal
I den moderna romanen gör damen i nöd sin debut som titelfigur i Samuel Richardsons Clarissa (1748). Huvudpersonen i brevromanen blir förälskad i den grymme Robert Lovelace som lurar henne att förstöra sitt rykte och därefter håller henne fången på en bordell, där hon slutligen begår självmord för att undkomma sitt öde.
Under resten av 1700-talet förekom flera exempel på den medeltida tropen med jungfrur som fångats i slott och kloster, såsom Matilda i Horace Walpoles Borgen i Otranto (1764), Emily i Ann Radcliffes Röfvarslottet i Apenninska bergen (1794), och Antonia i Matthew Lewis Munken (1795).
Markis de Sades kortroman Justine (1791) tar fasta på den erotiska undertexten i berättelsen, med grova övergrepp mot den unga Justine. Den skildringen fick de Sade fängslad de sista 13 åren av hans liv.

### Från viktorianskt melodrama till tidigt 1900-tal
Den gotiska variationen av damen i nöd blev mer eller mindre föremål för karikatyr under den viktorianska eran. På den viktorianska teaterscenen presenterades en begränsad mängd med återkommande rollfigurer: hjälten, skurken, hjältinnan, en gammal man, en gammal kvinna, en komisk man och komisk kvinna som är involverade i en sensationell intrig kring teman som kärlek och mord. Hjältinnan placeras då i fara av skurken, som räddas av den gode men inte alltför smarte hjälten, med god hjälp av ödet.
Inom actiongenren har greppet dam i nöd närmast blivit ett standardgrepp. Redan The Life of an American Fireman (filmad 1902, premiär tidigt 1903), en av de tidigaste berättande filmerna, handlar om hur brandmän i sista stund räddar en kvinna undan en eld som hon själv inte kunnat ta sig bort från.
I de filmserier som gjordes från omkring 1912 och blev mycket populära förekommer flera exempel på greppet dam i nöd. En av de mest kända varianterna kretsar kring en dam som blivit fastbunden på järnvägsspår medan hjälten hindras på vägen, vilket ökar spänningen tills kvinnan blivit räddad. Några av de mest kända huvudpersonerna var kvinnor, exempelvis Ruth Roland, Marin Sais, Ann Little och Helen Holmes. Holmes framträdde bland annat som huvudperson i drygt hälften av avsnitten av The Hazards of Helen, en 119 avsnitt lång filmserie (1914-1917).

Det är också de kvinnliga huvudpersonerna som var mest populära. Över 60 filmserier med kvinnor i huvudrollerna hade premiär mellan 1912 och 1920. 1913 kom vad som ibland anses vara den första riktiga amerikanska filmserien (som bibehöll spänningselement från avsnitt till avsnitt), The Adventures of Kathlyn, med Kathlyn Williams i huvudrollen. Samtidigt publicerades en roman med samma namn, med bilder från filmserien. Det var den första boken som baserades på en film.

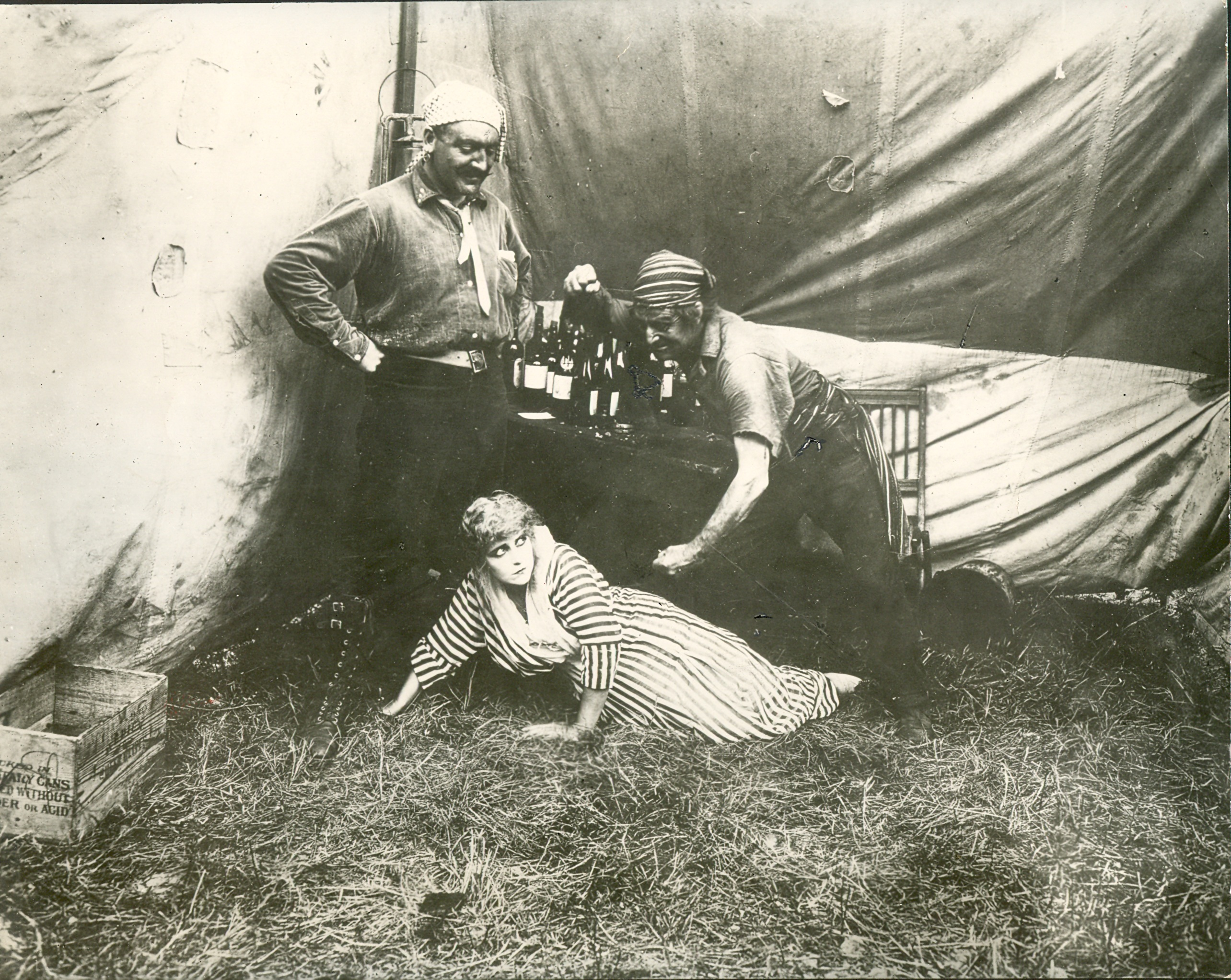
Stillbild från filmserien The Perils of Pauline.

Ett annat exempel är The Perils of Pauline (1914, 20 avsnitt), med Pearl White i huvudrollen. White blev den mest kända av de kvinnliga huvudpersonerna, och råkade ut för många faror på branta klippor, i luftballonger och i brinnande hus. Flera av avsnitten av The Perils of Pauline är numera försvunna, och det är därför omöjligt att avgöra om hon utsattes för att bli bunden och lagd på ett tågspår, såsom det ibland påstås, eftersom det räknas som en typisk scen från filmserieperioden. Det finns dock inga anteckningar om att hon skulle göra det, och flera andra rollfigurer har utsatts för samma sak, inklusive Mabel Normand i Barney Oldfield's Race for a Life. Pearl White fick senare flera huvudroller i åtminstone åtta filmserier till, fram till 1923, bland andra tre serier om rollfiguren Elaine (sammanlagt 36 avsnitt, 1914-1915).
1926 kom Buster Keatons Så går det till i krig, som utspelar sig under amerikanska inbördeskriget, där huvudpersonens flickvän Annabelle Lee (Marion Mack) blir kidnappad, varpå Keaton följer efter dem. Filmen, som anses vara en av de 50 bästa filmerna (enligt Sight & Sounds rangordning), använder en del tid i början av filmen för att etablera att Annabelle Lees kärlek bygger på att Keatons rollfigur beter sig som en hjälte.
Kvinnorna inom "det sensationella melodramat" betraktas inom senare forskning som den mest frigjorda manifestationen av Den Nya Kvinnan. Några av de mer berömda gjordes av författaren och skådespelerskan Grace Cunard och regissören Francis Ford, bland andra Lucille Love, The Girl of Mystery (1914) och The Purple Mask (1916–1917), som bägge bevaras av Library of Congress. Även Helen Holmes producerade flera av sina filmer, eftersom det var det enda sättet att se till att de blev tillräckligt farofyllda. Det som skiljer denna sorts dam i nöd från andra former är att kvinnan i fråga inte är hjälplös utan själv löser problemet. De är då en kvinnlig variant av det Joseph Campbell och senare dramaturgiska skolor i hans ådra kallat huvudpersonen i Hjälteresan.
Under första världskriget användes tropen dam i nöd på amerikanska affischer för att rekrytera soldater.
Från det att ljudfilmen kom och blev kommersiellt spritt på 1920-talet, blev det betydligt ovanligare med kvinnliga huvudpersoner i filmserier. Kvinnornas roller förvandlades från aktiva till glamorösa, varpå de aktiva rollerna i stället spelades av män.
En annan av de tidiga företeelserna i modern tid, som fick stort genomslag, är trollkarlen P. T. Selbit, som 1921 första gången presenterade sitt trick med den itusågade damen. Bland annat den skräckinspirerade teaterformen Grand Guignol har sagts varit en av inspirationskällorna. Senare trollkarlar har fortsatt att till synes utsätta en assisterande kvinna i fara för publikens underhållning.

### Olivia och Karl-Alfred
1919 publicerades för första gången komediseriestrippen Thimble Theatre ('fingerborgsteater' syftar möjligen på det lilla formatet som fingerdockor har). Serien hade bland andra paret Olive Oyl och Harold Hamgravy som huvudpersoner, tillsammans med Olives bror Castor, som drog med paret på äventyr, ofta med syfte att snabbt bli rik. Olive (som byggde på Segars tidigare granne Dora Paskel och på svenska har kallats Olivia) var självständig, opportunistisk och hade starka känslostormar.
Serien blev dock inte särskilt populär förrän sjömannen Karl-Alfred dök upp 1929. Efter Karl-Alfreds debut fick serien en ny riktning (Hamgravy försvann, och Olivia och Karl-Alfred blev ett par) och en egen serietidning tillika en radioserie. När seriens skapare, E.C. Segar, dog 1938, tog hans assistent Bud Sagendorf över, varpå Karl-Alfred och Olivia genomlevde äventyr både som tecknad TV-serie och i filmer (från och med 1933). I steget över till film förändrades Olivias funktion i berättelserna. Det första avsnittet handlar om hur hon blir kidnappad och lagd på ett tågspår medan Karl-Alfred och skurken Bluto (ibland kallad Brutus) jämför sina krafter. Detta blev ett återkommande tema i de följande avsnitten och ändå kände Olivia då och då en dragning till Bluto, vilket orsakade ett triangeldrama. Som en av de mest populära serietidningsfigurerna under 1930-talet har modellen där en urstark tuff man som räddar sin flickvän fått stort inflytande.
1930 kom också kortfilmen "The Gorilla Mystery" där Musse Piggs flickvän Mimmi kidnappas av en gorilla, varpå Musse blir tvungen att rädda henne.

### Pulpåldern
I slutet på 1800-talet kom de allra första tidningarna med grovt papper, så kallad "pulp", därav "pulp magazine". De första var riktade mot barn- och ungdomar, men blev alltmer riktade mot vuxna män. I början på 1900-talet hade nästan samtliga fokus på snabbt skrivna berättelser och färgglada omslag, ofta med kvinnor i hotfulla situationer. Filmserierna, de tecknade serierna och den ökande mängden skräckfilmer korsbefruktade de berättelser och omslag som producerades, vilket exempelvis ledde till fler berättelser liknande Nyoka the Jungle Girl (inspirerad av en rollfigur som Edgar Rice Burroughs skapade och senare filmatiserad flera gånger). En annan liknande rollfigur är Jane Porter, den kvinnliga huvudpersonen i både romanerna och filmversionerna av Tarzan.

1923 startades science fiction-tidskriften Weird Tales, vars omslag kännetecknas av utomjordiska hot mot kvinnor. 

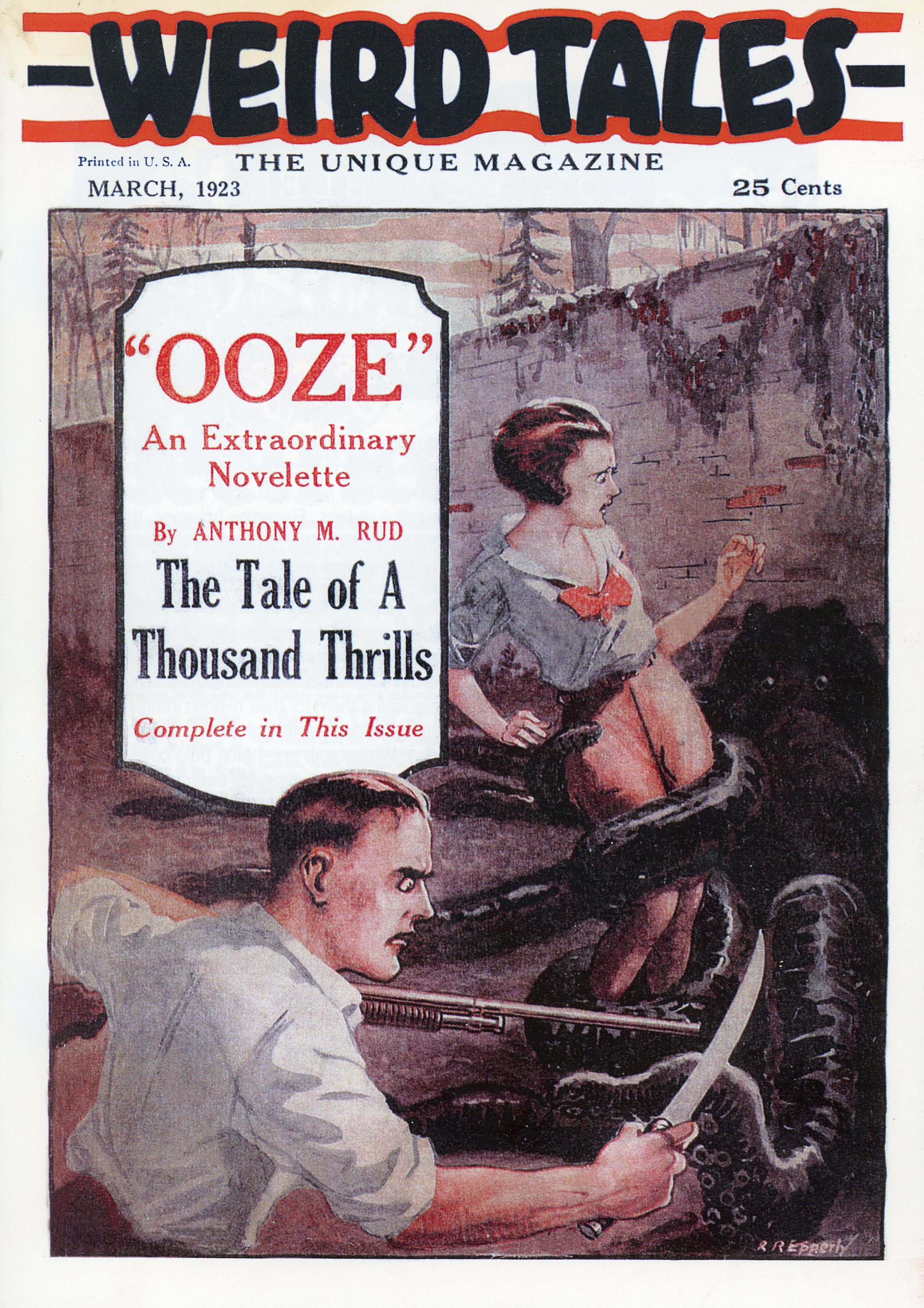
Första numret av Weird Tales
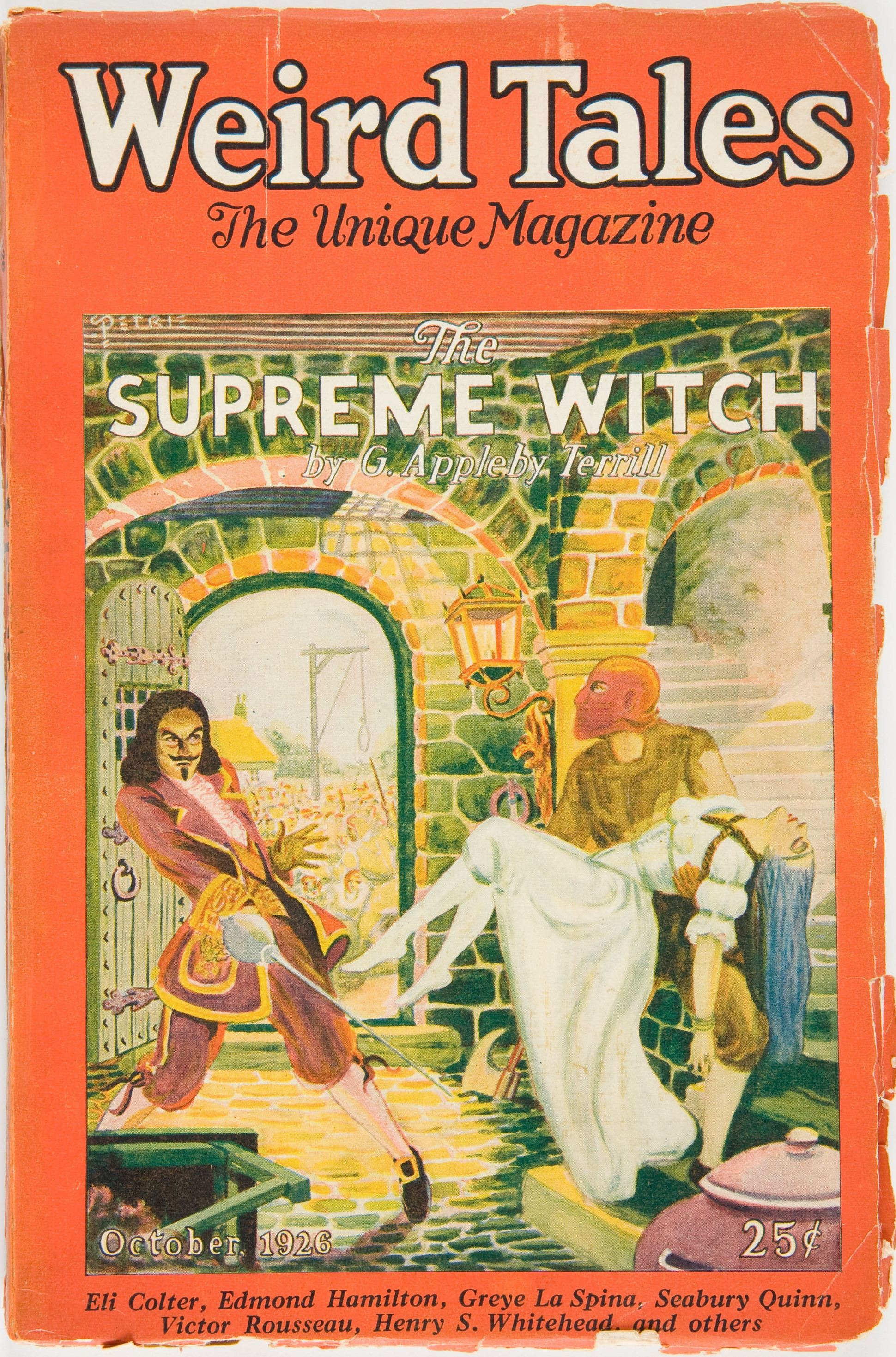
Numret av Weird Tales som gavs ut i oktober 1926
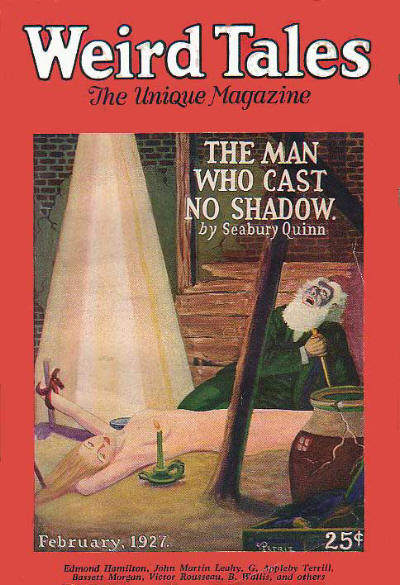
Numret av Weird Tales från februari 1927
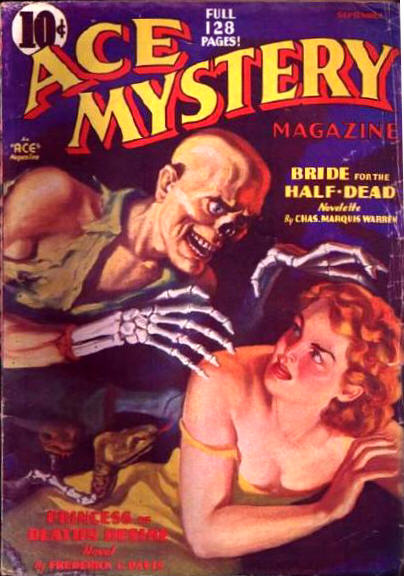
Ace Mystery från september 1936
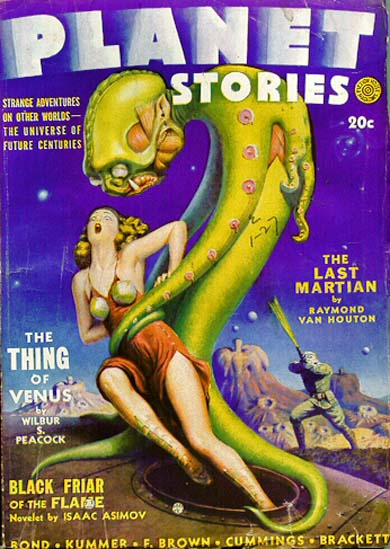
Planet Stories från våren 1942
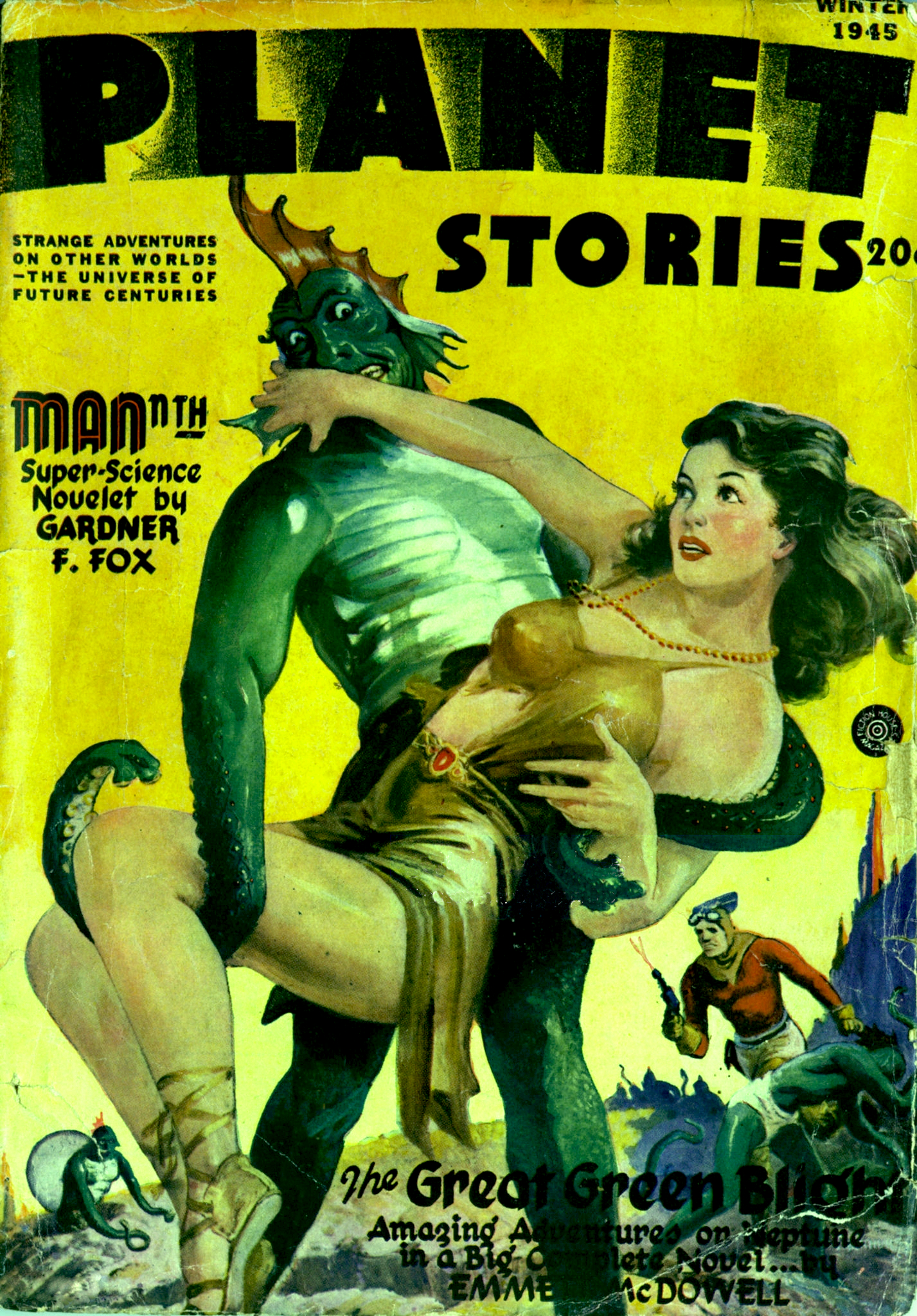
Planet stories från vintern 1945
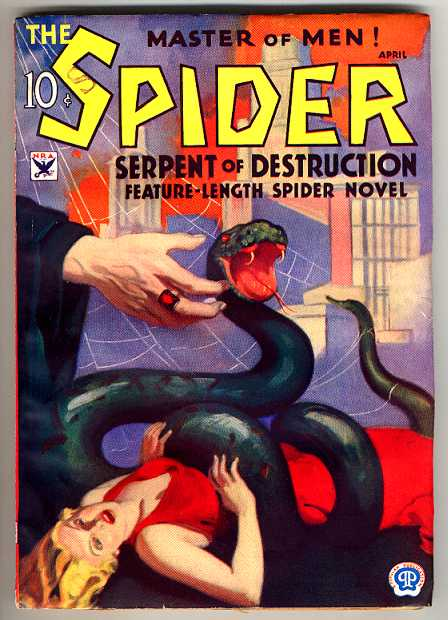
The Spider från april 1934

### Scream queen
Med början i 1930-talet kom en större våg av skräckfilmer, bland annat eftersom framväxten av ljudfilm förändrade möjligheterna att skapa känslostämningar: filmmusik användes för att skapa spänning, medan ljudeffekter såsom förstärkta fotsteg och monster som stönade och skrek ökade hotbilden. Genrens framgångar kan ha varit ett sätt att fly undan den stora ekonomiska depressionen. Under årtiondet gjordes filmer om några av de rollfigurer som senare varit synonyma med skräckfilmsgenren: Dracula, Frankensteins monster, Dr. Jekyll and Mr. Hyde (alla tre 1931), Mumien (1932), Den osynlige mannen (1933), och Varulven (1941). Flera av filmerna gör en stor sak av att monstren anfaller kvinnor. Under filmandet av Dracula exempelvis skickas ett PM runt med texten: "Dracula is only to attack women." för att undvika eventuella anklagelser om förtäckt homosexualitet ifall Dracula skulle suga blod från manliga offer. (I uppföljaren Dracula's Daughter finns det dock tvärtom starkt uttalade lesbiska övertoner, och i uppföljaren till Frankenstein, Frankensteins brud, anfaller det kvinnliga monstret inte några offer.) Mumien kretsar kring ett förvirrat monster som förföljer en kvinna som liknar hans tidigare älskarinna.

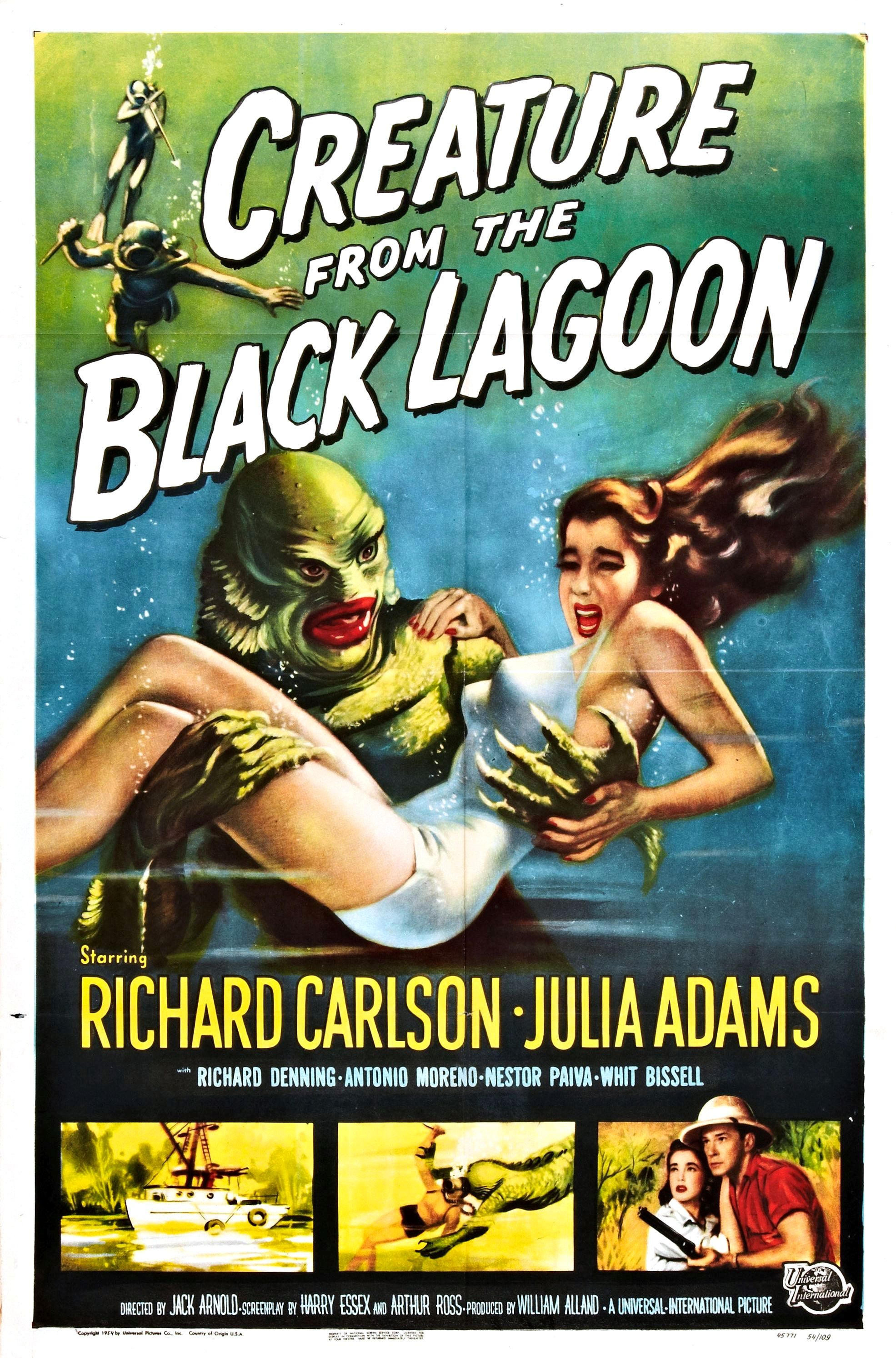
Skräcken i Svarta lagunen kidnappar en kvinna.

1933 kom filmen King Kong, där rollfiguren Ann Darrow (spelad av Fay Wray) blev kidnappad av en gigantisk apa. Den drygt 15 meter höga apans kärlek till hans kvinnliga fånge blev en modern omskrivning av sagan om skönheten och odjuret, där odjuret blir olyckligt kär i den vackra kvinnan, medan kvinnan långsamt inser att vilddjuret har en mild sida och försöker tämja vilddjuret, innan vilddjurets våldsamma natur och andra människors lika våldsamma natur tvingar isär dem och för ihop henne med en mer passande, normal man. Filmen kom att klippas om inför senare filmvisningar, för att minska de mer erotiska inslagen, såsom en scen där apan tar av Darrows kläder och luktar på dem. Wray skulle senare spela samma sorts utsatta kvinna flera gånger. Det gör henne till ett av de första stora exemplen på det som senare skulle komma att kallas "scream queen", en skådespelerska som blivit mest berömd för sina roller som kvinna i nöd med starka reaktioner på vad som händer.
Ett senare exempel på en scream queen är Janet Leigh efter hennes framträdande som Marion Crane i Psycho (1960). Trots flera scener där hon är utsatt för den psykotiske Norman Bates, är det scenen i duschen, där hon blir mördad, som fått mest uppmärksamhet. Scenen påverkade Leighs privatliv, eftersom hon både blev rädd för att duscha och utskämd för att filmen verkade visa hennes halvnakna kropp (det var i själva verket en stand-in), men scenen medförde likväl berömmelse och många efterföljare.
Leighs dotter, Jamie Lee Curtis, spelade en liknande rollfigur 18 år senare i succéskräckfilmen Alla helgons blodiga natt (1978), och fick därefter flera roller där hon utsätts för seriemördare i Prom night (1980), Dimman (1980) och Alla helgons blodiga natt 2 (1981). På grund av Curtis återkommande framgångar inom en genre som sedan 1950-talet haft få succéer, bortsett från Alfred Hitchcocks filmer, är det som en hyllning till henne som uttrycket scream queen myntas. Alla helgons blodiga natt följdes av flera så kallade slasher-filmer, som ofta kretsade kring temat sexuell promiskuitet, såsom Terror på Elm Street (1984), där Heather Langenkamps rollfigur attackerades från mördare som existerade i drömmar men överlevde, till skillnad från hennes sexuellt aktiva vän. Temat återkom med framgång fram tills Neve Campbells rollfigur i Scream (1996) bröt mönstret genom att vara sexuellt aktiv som överlevande kvinna.
I mitten av 1980-talet fick den utsatta kvinnan en ny sorts hot, i form av en cyborg i filmen Terminator (1984). Under filmen kom dock rollfiguren (spelad av Linda Hamilton) att utvecklas till en mer aktiv person, och i uppföljaren Terminator 2 (1991) har hon förvandlats till en krigare. En annan variant är den unga flickan Newt från Aliens (1986) som börjar som förföljd och paranoid, men långsamt vämer upp för den tidigare modern, Ripley, och hennes manliga medhjälpare.

### Lois Lane och andra seriefigurer

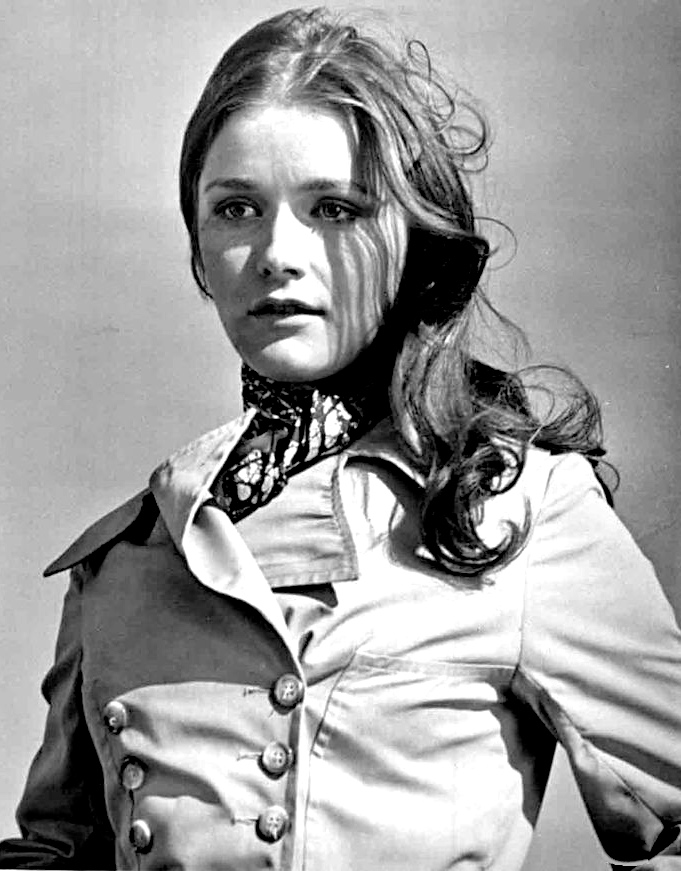
Margot Kidder, som spelade Lois Lane i Stålmannen-filmerna på 1970- och 1980-talet.

1938 publicerades det första numret av Action Comics, den serietidning där Stålmannen först figurerar. I samma nummer medverkar också reportern Lois Lane. Efter att ha nobbat Stålmannens alter ego, Clark Kent, hamnar Lane i fara, ur vilken Stålmannen räddar henne. Det skulle komma att bli ett återkommande tema i deras relation. Även om paret är känt för sin kärlekshistoria, där Lane försöker avslöja att Stålmannen är samma person som Clark Kent, har Lanes förmåga att hamna i farliga situationer och bli räddad av Stålmannen blivit omtalad. Andra menar dock att Lois Lane är en självständig rollfigur.
Lane byggde på rollfiguren Torchy Blane, den tuffa reporten som det gjordes nio B-filmer om mellan 1937 och 1939. Serien byggde på en serie kiosklitteraturnoveller om den manlige reportern Kennedy av Frederick Nebel, och som kämpade för att få mer information från polisen MacBride. I filmversionerna fick Kennedy bli kvinna, medan MacBride blev hennes kärleksintresse. Reporter var ett av de få yrken under 1930-talet där kvinnor i USA kunde anses lika självständiga och intelligenta som män, och Blane, som spelades av Glenda Farrell i filmerna, förkroppsligade det välsmorda munlädret och den höga självkänslan förtjänstfullt, och fick möta de fördomar som fanns vid tiden, vilket gjorde att rollfiguren fick än vidare berömmelse.
Nästan samtliga adaptationer av Stålmannen-berättelser har haft med rollfiguren Lois Lane, med olika grad av "dam i nöd"-nivå. Radioserien The Adventures of Superman, som gick under 11 år med början 1940, redan två år efter det första numret av tidningen, har med Lane som en central rollfigur. Serien blev mycket populär, och Bud Collyer som Stålmannen och Joan Alexander som Lane blev för många det första mötet med figurerna, och det är i radioserien många av de egenskaper vi förknippar med Stålmannen-figuren etableras, såsom att han är känslig för kryptonit. Under seriens gång blev Lane kidnappad och utsatt för fara flera gånger. Radioserien avslutades i samband med att TV-serien med samma namn startade. Där spelades Lane först av Phyllis Coates och därefter av Noel Neill. Även här hamnar Lane i återkommande faror. I det näst sista avsnittet, "The Perils of Superman" (en syftning till filmserien The Perils of Pauline) läggs Perry White på en såg, Jimmy Olsen placeras i en bil som är på väg mot ett stup, Clark Kent är fast i ett bad med syra, och Lois Lane blir fastbunden på ett tågspår medan ett tåg kommer.
I Stålmannen (1978) är Stålmannens första superhjältehandling att rädda Lois Lane ur en störtande helikopter, men där förekommer också en scen där Clark Kent och Lois Lane blir rånade, varpå Lane sparkar iväg rånarens pistol, så att Kent/Stålmannen tvingas fånga kulan i luften, utan att Lane upptäcker det. I Stålmannen II (1980) låtsas Stålmannen, i Clark Kent-kläder, att han inte kan rädda Lane (spelad av Margot Kidder) för att slippa avslöja sin hemliga identitet. TV-serien Lois & Clark (1993-1997) kretsar mer kring förhållandet mellan Lane och Kent, men inkluderar sin beskärda del av situationer där Lane riskerar sitt liv, medveten om att Stålmannen räddar henne. I Man of Steel (2013) räddar Stålmannen Lane igen, men Lane blir inte enbart en dam i nöd, utan hjälper till att besegra motståndarna. Lane har inspirerat flera bifigurer hos andra superhjältefigurer, som också används som dam i nöd för att ge hjälten motivation att agera.
Batman har under sin tid räddat flera kvinnor återkommande gånger. Under seriens "Golden Age" (den engelska benämningen används ofta även på svenska), som vanligtvis avser perioden 1938-1954, är det Julie Madison och Vicki Vale som är damer i nöd (Vale återkom när Batman blev film 1989), och under 1970-talet är det Silver St. Cloud. I filmerna Batman Begins (2005) och The Dark Knight (2008) är det Rachel Dawes, ungdomskärlek till Batmans alter ego Bruce Wayne, som förvandlas till dam i nöd.
Den blinde superhjälten Daredevil gjorde sin debut 1964. Hans alter ego, advokaten Matt Murdock, har en sekreterare vid namn Karen Page. Page blir tidigt (i nummer 3) kidnappad och räddad av Daredevil. Därefter lever rollfiguren farligt gång på gång: hon blir ett kärleksintresse för både Matt Murdock och dennes kollega Foggy Nelson. Snart kidnappas hon igen (nummer 4, nummer 14, nummer 26). Hennes relation med Murdock förändras när han avslöjar sin hemliga identitet till henne. Hon bestämmer sig sedan för att lämna firman och blir skådespelare i Los Angeles. Page hamnar i pornografibranschen och utvecklar ett heroinberoende. Efter att berättat om Murdocks hemlighet till en knarklangare, återvänder hon till Hell's Kitchen. Informationen når ut till Kingpin som förstör Murdocks liv på flera olika sätt. Trots Pages förräderi, hjälper Murdock henne att komma ur sitt missbruk och de blir ett par. I det femte numret av Daredevil volym 2 (mars 1999) mördas Page av Bullseye. I TV-serieversionen från 2015-2016 (där hon spelas av Deborah Ann Woll) dröjer det till avsnitt 10 innan hon blir kidnappad. Senare tar hon dock flera initiativ för att rädda sig själv.

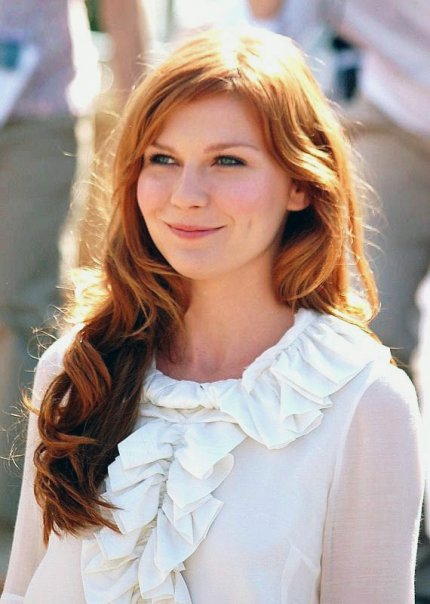
Kirsten Dunst spelar Mary Jane Watson i filmerna Spider-Man, Spider-Man 2 och Spider-Man 3.

1965, tre år efter att superhjälten Spindelmannen introducerades, presenterades rollfiguren Mary Jane Watson (i nummer 25). Deras förhållande blev stormigt, och Watson hade också ett förflutet med en våldsam fader. Efter att Watson lyckats lista ut Spindelmannens hemliga identitet fördjupades förhållandet och de gifte sig. Efter det blev hon anfallen och kidnappad ett flertal gånger, samt dödförklarad efter att en motståndare tagit över Spindelmannens identitet. Andra damer i nöd som Spindelmannen tvingats rädda är Betty Brant och Gwen Stacy, varav den senare i en berömd vändning faktiskt dödas av en av Spindelmannens motståndare.
En mildare variant är den mer parodiska tecknade TV-serien Underdog (1964-1973), där den timide hunden Shoeshine Boy förvandlas till superhjälten Underdog, så fort hans kärleksintresse Sweet Polly Purebred hotas. En annan serie som framför allt riktar sig till barn är Scooby-Doo (med början 1969), där rollfiguren Daphne Blake blir kidnappad och tvingas räddas så ofta av de manliga rollfigurerna att det blivit ett återkommande skämt.

### Westerndamer i nöd
Under 1950- och 1960-talets boom för västerngenren på amerikansk TV och film förekom enlevering av kvinnor och därefter deras assimilering in i indianernas stammar. Särskilt omtalad är John Wayne-filmen Förföljaren (1956), där en ung flicka (spelad av Natalie Wood) blir bortförd och Wayne letar i flera år, och bestämmer sig för att döda flickan när han träffar henne, eftersom hon troligen blivit besudlad av indianerna. Filmen, som bygger på en roman av Alan Le May, har historiska förlagor, och har sedan valts ut som en av de tio bästa filmerna någonsin.
Under den framväxande spagettivästern används kvinnors nöd också som en motivator för huvudpersonen. I För en handfull dollar (1964) med Clint Eastwood har den gifta Marisol (Marianne Koch) blivit gisslan hos en av de stridande släkterna. Filmen Django (1966), som blev omtalad för sina våldsamma scener, kretsar kring en man (spelad av Franco Nero) som flera gånger räddar en prostituerad (spelad av Loredana Nusciak) undan mexikanska banditer eller före detta soldater. Återigen är en av anledningarna till att kvinnan utsätts för våld att hon besudlats av lägre stående människor. Filmen fick mer än trettio uppföljare, inklusive Quentin Tarantinos version från 2012, som även den kretsar kring en dam i nöd, nämligen slaven Djangos fru Broomhilda, som blivit såld till en sadistisk plantageägare.
Även senare westernfilmer, som den mer realistiska antihjälteberättelsen De skoningslösa (1992) med Eastwood, handlar om följderna av när två cowboys misshandlar en prostituerad kvinna (spelad av Anna Levine) så allvarligt att hon blir vanställd. En av hennes vänner vägrar att låta de bägge männen komma undan och anlitar en pensionerad revolverman.

### Inom spel
Nintendos första stora framgång i västvärlden kom i början på 1980-talet. Målet var från början att använda sig av Karl-Alfred, men svårigheter att få tag på rättigheterna gjorde att Shigeru Miyamoto och hans team istället tvingades att arbeta fram en egen rollfigur med Karl-Alfred och Olivia som grund. Rollfiguren King Kong var en annan förebild. Resultatet blev Donkey Kong (1981), om "Jump Man" vars flickvän "The Lady" kidnappades av en gorilla, varpå Jump Man tvingas rädda henne. Senare döptes huvudpersonerna om till Mario och Pauline. Mario fick med början i spelet Super Mario Bros. (1985) istället rädda en annan flickvän, prinsessan Peach från den hemske sköldpaddan Bowser. Av de 14 centrala Super Mario-spelen blir prinsessan Peach kidnappad i 13. Det enda undantaget är Super Mario Bros. 2 från 1988 där hon är en spelbar figur.

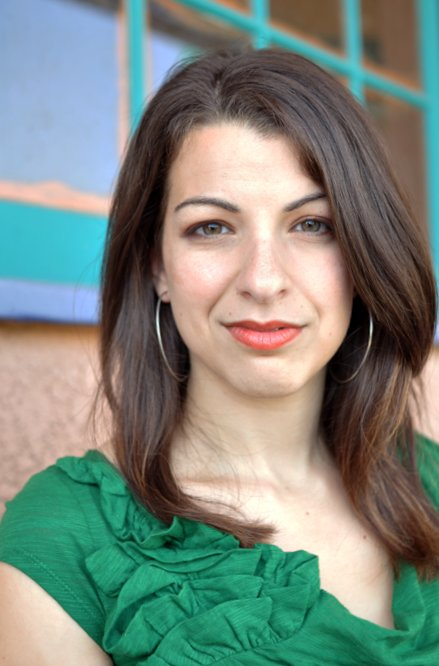
Spelkritikern Anita Sarkeesian.

Nintendo påbörjade i mitten av 1980-talet en serie spel, där första delen, The Legend of Zelda (1986), handlade om hur huvudpersonen Link skulle rädda den tillfångatagna prinsessan Zelda. Zelda-serien har därefter fortsatt med titlarna The Adventure of Link, A Link to the Past, Link's Awakening, Ocarina of Time, Majora's Mask, Oracle of Ages, Oracle of Seasons, A Link to the Past Four Swords, The Wind Waker, Four Swords Adventures, The Minish Cap, The Legend of Zelda: Twilight Princess, och The Legend of Zelda: Phantom Hourglass. Figuren Zelda var från början inget mer än en prinsessa som gång på gång blev kidnappad av den onde Ganon. Trots att serien är döpt efter Zelda har hon inte varit en spelbar rollfigur i något av spelen. Däremot har rollfiguren utvecklats och i de senare spelen återkommit som något av en bifigur till hjälten, men även som en rollfigur som kan ge ledtrådar till huvudpersonen. I Ocarina of Time är Zelda utklädd till man och lyckas undgå att bli kidnappad under stora delar av spelet, ända fram tills hon avslöjar sin verkliga identitet, då hon blir kidnappad igen. Och i The Wind Waker är hon utklädd till en äventyrlig pirat. När hennes verkliga identitet avslöjas får hon stanna kvar i slottet, varifrån hon strax blir kidnappad.
Några andra spel som använder dam i fara-tropen är Kung Fu Master (1984), My Hero (1986), Haunted Castle (från Castlevania-serien, med början 1986), Wizards & Warriors (1987), Final Fantasy (1987), The Adventures of Bayou Billy (1988), Altered Beast (1988), Adventures of Lolo (1989), Teenage Mutant Ninja Turtles (1989), Final Fight (1990), Joe & Mac (1991), Super Ghouls 'n Ghosts (1991), Super Adventure Island (1992) och Crash Bandicoot (1996).
Även senare spel såsom The Bouncer (2001), Timesplitters 2 (2002), Rygar: The Legendary Adventure (2002) och Kingdom Hearts (2003) innehåller samma trop. Orsaken till att den inte minskat i användning kan vara att spelen är skrivna för att bekräfta den manliga delen av publikens bild av sig själv som kraftfull, på bekostnad av de kvinnliga rollfigurerna. Under stundom har de kvinnliga rollfigurerna dock fått en mer aktiv roll, såsom att ge det avgörande slaget mot skurken, men då efter att berättelsens huvudsakliga spänningsmoment avklingat. Under 2000-talet har också allt fler datorspel börjat använda sig av det berättargrepp som ibland kallas kvinnan i kylskåpet, där en kvinna mördas under chockerande omständigheter som ett sätt att motivera huvudpersonen att agera, ofta i samklang med dam i nöd-greppet, så att exempelvis huvudpersonens fru mördas, medan deras gemensamma barn kidnappas (Max Payne, Outlaws). En variant av dam i nöd-tropen är när hjälten inser att den kvinna han försökt att rädda är för skadad eller besatt av en ond ande, etc, och dödar henne för att låta henne slippa smärtan (Splatterhouse, Castlevania: Lament of Innocence, Breath of Fire IV, Gears of War 2), ofta föregånget av att kvinnan ber om att bli dödad.
Spelkritikern Anita Sarkeesian, som gjort en videoserie om berättargreppet Dam i nöd inom spelvärlden (2013), har mött kritik, men även stöd från tidskrifter som Forbes och webbplatser som Polygon. Sarkeesian menar bland annat att även om det inte finns en direkt följd av att spela datorspel i form av våld mot kvinnor, ökar risken att manliga spelare ser kvinnor som ägodelar eller underordnade personer som det är deras roll att beskydda, och att de fåtal verktyg som finns i spelen - dominans och kontroll genom användandet av våld mot andra - gör det svårare för män att välja andra verktyg för att möta traumatiska händelser såsom närståendes död.

### Film under 1970-tal till 2010-tal
Under slutet av 1900-talet och början av 2000-talet utvecklades tropen dam i nöd på film, med blandade resultat. Faktorer var bland annat 1960-talets feminism och de förhöjda nivåer på våld på film som inleddes under 1970-talet.

#### De stiliserade damerna i nöd
Den ena stilen kretsar kring stiliserade faror, där de kvinnliga rollfigurerna visserligen porträtterades vara i fara, men aldrig egentligen sårades. Prinsessan Smörblomma (Buttercup) i Bleka dödens minut (bok 1973, film 1987) blev föremål för flera friare, och kidnappades, men var ända till slutet välbehållen.

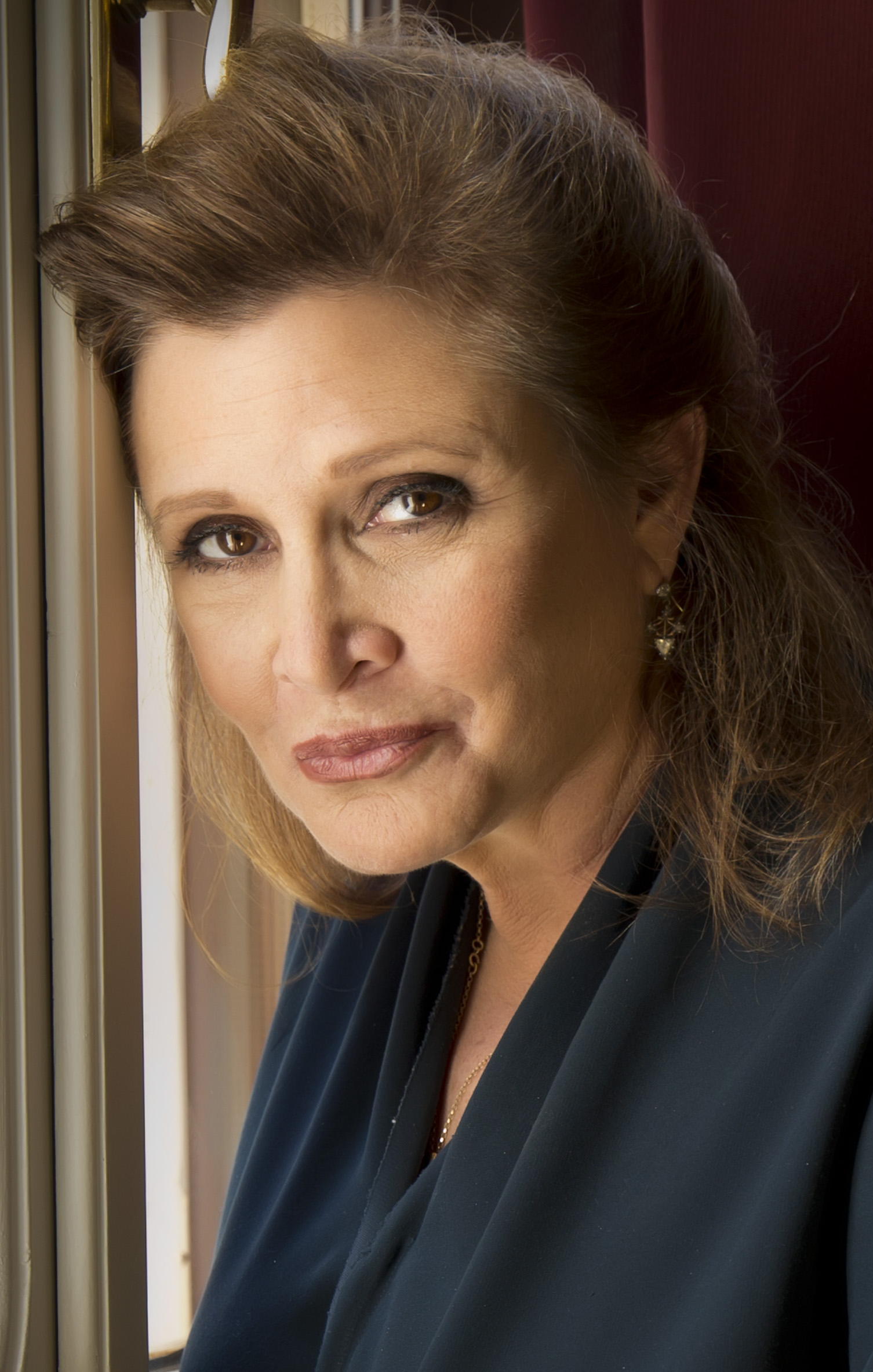
Carrie Fisher, fotograferad 2013. Hon spelade prinsessan Leia i Stjärnornas krig-trilogin, 1977-1983.

En annan prinsessa, Leia Organa (spelad av Carrie Fisher), börjar som en självständig rollfigur, men blir snabbt tillfångatagen i Stjärnornas krig (1977) för att hon hade hemliga uppgifter om var motståndsrörelsen befann sig och räddas av en grupp män. I uppföljaren Rymdimperiet slår tillbaka (1980) blir hon åter tillfångatagen och räddas åter av män, och likaledes i den sista filmen i den ursprungliga trilogin, Jedins återkomst (1983).
Efter den starka kvinnliga rollfiguren Marion Ravenwood i Jakten på den försvunna skatten (1981) använde sig uppföljaren Indiana Jones och de fördömdas tempel (1984) av en annan stereotyp dam i nöd: den överkänsliga stadskvinnan Willie Scott (spelad av Kate Capshaw). Bland de faror hon utsätts för finns bland annat en mördarsekt, tunnlar med insekter, en eldgrop och en underjordisk tågbana. 1984 kom också den mer komiskt inriktade filmen Den vilda jakten på stenen med Kathleen Turner i huvudrollen, som romantikförfattaren Joan Wilder vars syster blir kidnappad. Hon tvingas då att ta hjälp av äventyraren Jack Colton (spelad av Michael Douglas) för att frita systern och rädda Wilder ur de knipor hon hamnar i på vägen.
Ett exempel på hur kvinnorollen förändrades under 1980-talet är Holly Gennero (spelad av Bonnie Bedelia) i Die Hard (1988). Maken (spelad av Bruce Willis), som bor i en annan stad, besöker hennes nya toppjobb strax innan terrorister tar över huset. När maken blir en nagel i ögat på terroristerna, blir deras separation samt det faktum att hon använder sitt flicknamn för att de asiatiska cheferna förväntar sig att hon är ensamstående, räddningen undan flera faror. I slutet tas dock Gennero som gisslan, varpå maken tvingas konfrontera skurkarna för att rädda henne. I uppföljaren Die Hard 2 (1990) sitter Gennero, som numera återtagit sin makes efternamn, på ett flygplan som inte kan landa på grund av en ny terroristsituation, som maken tvingas stoppa. Hennes position gör hennes roll mindre aktiv i intrigen, och därmed filmen mindre angelägen för publiken. Senare filmer i samma serie har först låtit Gennero bli makens dåliga samvete (som enbart medverkar per telefon) och därefter ersatt kvinnan med parets barn, i någorlunda samma roller. Dottern Lucy som medverkar i Die Hard 4.0 (2007) är betydligt mindre aktiv än sonen Jack som medverkar i A Good Day to Die Hard (2013).
1994 kom filmen Speed, där Sandra Bullock spelade Annie Porter. Filmen har bland annat liknats vid "Die Hard på en buss" och blev en stor succé. Handlingen kretsar kring hur Porters buss blir hotad att sprängas om den sänker hastigheten under 80 km/h, och hur Porter och de andra passagerarna tvingas att bli räddade av poliser ur SWAT-styrkan.
Senare exempel på samma självständiga kvinna, som i slutänden fortfarande måste räddas av män, är Elena Montero i Zorro – Den maskerade hämnaren (1998) och dess uppföljare (2005), Evelyn Carnahan i Mumien (1999) och dess uppföljare (2001), Nyah Nordoff-Hall i Mission Impossible II (2000) och Julia Meade i Mission Impossible III (2004), Meg Altman i Panic Room (2002), Elisabeth Swann i Pirates of the Caribbean (2003) och dess uppföljare, och Evey i V för Vendetta (grafisk roman 1982–1985, film 2005).

#### De realistiska damerna i nöd
Den andra huvudfåran under perioden 1970-2010-tal är de mer realistiska våldsamma skildringarna av kvinnor i nöd. Här är scener med våldtäkter, grövre våld och blod vanligt förekommande, men även scener med psykologiskt djup. Dirty Harry-filmerna (med början 1971) innehåller flera skildringar av mäns våld mot kvinnor, och särskilt Sudden Impact, 1983) som kretsar kring en kvinnas hämnd för en gruppvåldtäkt (kvinnan spelas av Sondra Locke), något som slutar med att hon fångas in och ska våldtas igen, tills Harry Callahan kommer och räddar henne.

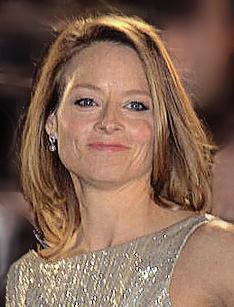
Jodie Foster, som spelade prostituerad tonåring i Taxi Driver och våldtagen kvinna i Anklagad.

1976 års Taxi Driver har en annan sorts dam i nöd, den unga prostituerade Iris (spelad av den då 13-åriga Jodie Foster), som efter en kort period av självständighet blir räddad av den samhällskritiske huvudpersonen i en blodig uppgörelse med hennes hallick.
Den kritikeromtvistade Blue Velvet (1986) kretsar kring en collegestudent som hamnar i en kärlekstriangel med den lokala polisens dotter (spelad av Laura Dern) och en nattklubbssångerska (spelad av Isabella Rossellini), vars familj hålls gisslan för att hon ska utföra sexuella tjänster åt kidnapparen. Studenten lyckas befria kvinnan från psykopaten men blir sedan tillsammans med den unga kvinnan.
Jodie Foster återkom i en annan uppmärksammad roll 1988, då hon spelade Sarah Tobias i Anklagad. Hon spelade där en kvinna som blivit våldtagen, men som själv blir misstänkliggjord och som har svårt att få gärningsmännen dömda, trots hjälp av sin advokat (spelad av Kelly McGillis). Det är först när vittnesmålet från ett av de manliga vittnena kommer fram som tre av de personerna som hejat på under våldtäkten kan dömas. Antalet filmer där våldtäkt eller hot om våldtäkt sker är över 220 (varav 32 är riktade mot män). Till och med den i stort sett äventyrsbaserade Robin Hood: Prince of Thieves (1991) har en scen som kretsar kring ett våldtäktsförsök på huvudpersonens kärleksintresse, Marion (spelad av Mary Elizabeth Mastrantonio). Våldtäkten är gjord i en komisk ton, som har fått kritik senare, och avslutas med att den manliga huvudpersonen räddar Marion.

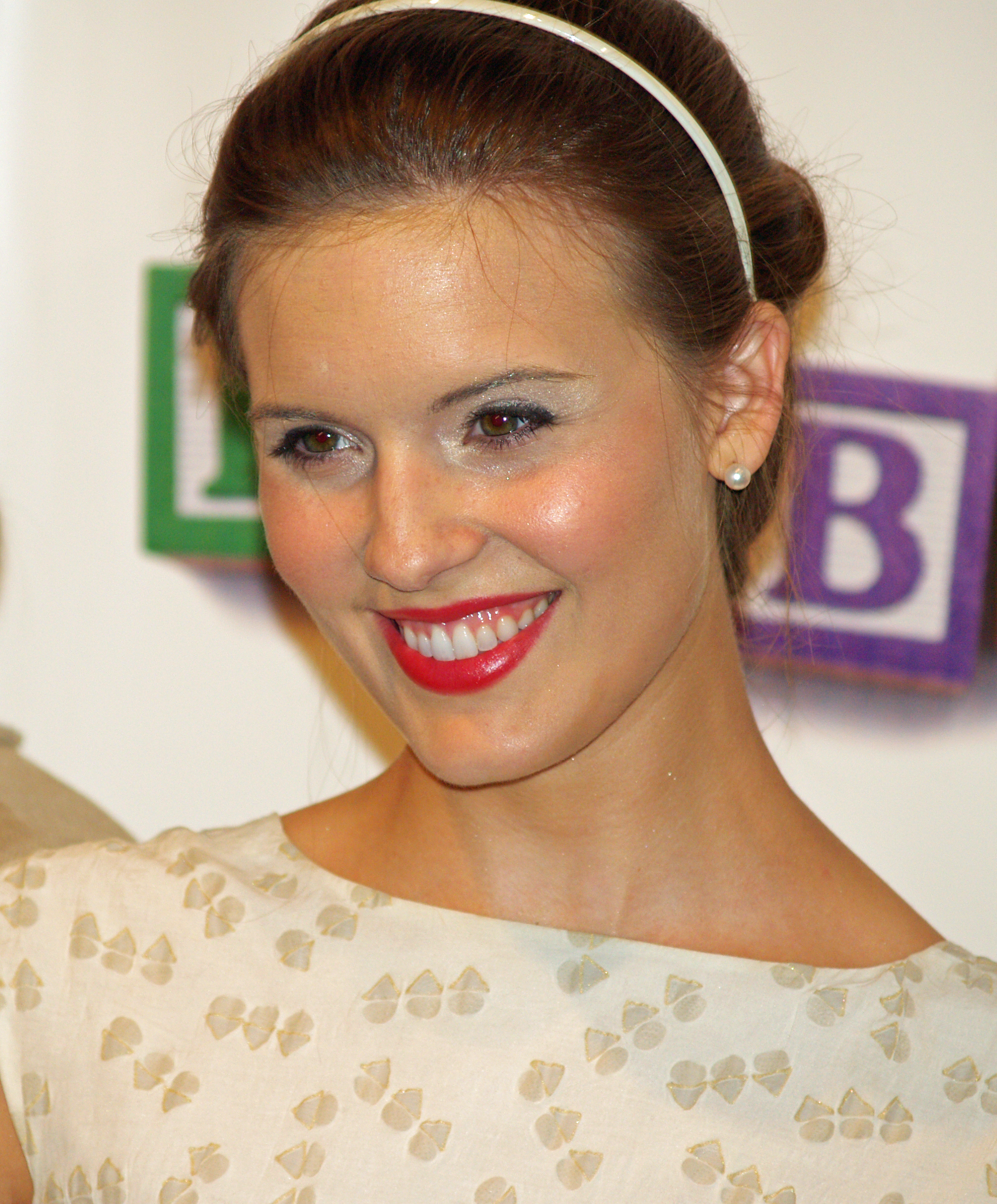
Maggie Grace, som spelade dottern Kim Mills i den mörka Taken (2008) och dess uppföljare.

En av de romaner som definierade 1990-talets amerikanska romanvärld var Bret Easton Ellis American Psycho (1991). Redan innan bok publicerades fick den stark kritik för sina våldsamma scener, objektifieringen av kvinnor och den rikliga förekomsten av pornografi, och riskerade därför att återkallas av förlaget. Vad som skiljer American Psycho från de flesta andra tidigare romaner är att "den inte erbjuder några enkla lösningar för förortsbor, inte presenterar någon tröstande kunskap om att en bristfällig men i slutänden superhygglig kille finns på plats att rädda dem från de onda." Ellis har senare sagt att bokens huvudperson inte går att föreställa sig utanför Reaganerans yuppievärld där dekadens har ersatt kärlek och sympati. Boken gav Ellis ett rykte som sadist och gjorde att han blev parodierad som ondskefull. Romanen filmatiserades 2000, men har också blivit musikal.
Under det tidiga 2000-talets våg av filmatiseringar av tecknade serier blev en av de stora framgångarna Sin City (tecknad serie 1991, film 2005). En av filmens kvinnliga huvudpersoner är Nancy Callahan, som är 11 år i filmens början och 9 år senare i filmen (då hon spelas av Jessica Alba). Hon blir attackerad vid flera tillfällen och räddas av en polis som också tvingas i fängelse för att ha skjutit den tänkte gärningsmannen. Berättelsen innehåller också flera kvinnor som räddas av män.
En av de mer framgångsrika filmserierna under 2000- och 2010-talet är Taken (första filmen 2008, andra filmen 2012, tredje filmen 2014). I vardera filmen kidnappas en familjemedlem av familjen Mills. Tonen när dottern Kim Mills (Maggie Grace) kidnappas i första filmen och ska säljas som sexslav är mycket mörkare än traditionella actionfilmer, på ett sätt som kidnappningen av den manlige huvudpersonen Bryan Mills (spelad av Liam Neeson) och hans exfru Lenore Mills (spelad av Famke Janssen) inte är i den andra filmen. Serien har bland annat kritiserats för just det förutsägbara mönstret.

## Förekomst inom pornografi och BDSM
Tropen med Dam i nöd lockar ofta fram en skyddsreflex hos betraktaren, som vill rädda den utsatta. Själva hennes utsatthet kan dock vara lockande, bland annat för att det i en relation kan göra det lättare för en man att dominera eller fatta beslut åt henne. Denna omständighet utnyttjas bland annat inom pornografin. Pornografi produceras i första hand i syfte att vara sexuellt upphetsande, bland annat som ett hjälpmedel vid onani. Den vanligaste pornografin är riktad till heterosexuella män, och män har oftare lättare att bli upphetsade av visuella stimuli.
En mängd olika sexuella fantasier porträtteras inom pornografin, inklusive situationer kopplade till individens maktfantasier. I den vanligaste pornografin fokuseras på kvinnan som den utsatta eller sexuellt villiga, vilket i fantasins värld gör henne tillgänglig för sexuellt umgänge. I mer utpräglad våldspornografi är kvinnans utsatthet ofta själva grundförutsättningen för den sexuella situationen, som i den sexuella fantasin kan ageras ut som en våldtäkt. Rollfördelningen mellan könen är dock mer jämnt fördelad i folks sexuella fantasivärld, vilket bland annat återspeglas inom BDSM-kulturen. Inom BDSM är "dam i nöd" en av flera liknande roller som en undergiven kan ikläda sig.
Den kvinnliga utsattheten inom kulturen anses ibland vara en bidragande orsak till att en stor del av pornografin just porträtterar kvinnor i dominerade roller. Sexuella fantasier om att dominera eller bli dominerad är en av de vanligaste sexuella fantasierna hos både män och kvinnor, och ibland anses att populärkulturen bidrar till att förstärka vanligheten hos detta scenario. Forskaren Linda Williams anser att pornografins utseende till stor del är en kompensation för avståndet mellan betraktaren och den betraktade. Forskare anser att individens känsla av utsatthet och ångest kan öka den sexuella upphetsningen, och att scenarierna inom pornografi ofta utnyttjar detta förhållande.